# Troparëvo-Nikulino
Il quartiere Troparëvo-Nikulino (in russo Район Тропарёво-Никулино?) è un quartiere di Mosca sito nel Distretto Occidentale.
Prende il nome da due abitati, Troparëvo e Nikulino, che sorgevano nell'area, che a loro volta devono il loro nome ai boiari che ne avevano la proprietà: Troparëvo a Ivan Michajlovič Tropar', che ne era il proprietario nel XIV secolo, e Nikulino a Mikula Vasilevič Vel'jaminov.
Nel 1929 sono parte del distretto di Kuncevo dell'Oblast' di Mosca, dal 1960 vengono inclusi nel territorio della città di Mosca. La riforma amministrativa del 1991 ne fa due quartieri distinti, che vengono fusi in un unico quartiere nel 1993.